# Conus boschorum
Conus boschorum é uma espécie de gastrópode do gênero Conus, pertencente à família Conidae.